# René Bauwens
Pour les articles homonymes, voir Bauwens.
René Bauwens est un nageur et joueur de water-polo belge né le 11 mars 1894 et mort le 29 août 1959.

## Biographie
René Bauwens remporte avec l'équipe de Belgique de water-polo masculin la médaille d'argent aux Jeux olympiques de 1920 à Anvers ; lors de ces mêmes Jeux, il est éliminé en séries du 4x200 mètres nage libre. Il participe aussi au tournoi de water-polo aux Jeux olympiques d'été de 1928 à Amsterdam. Il est remplaçant pour le relais 4 × 200 mètres aux Jeux olympiques d'été de 1924.
Il est cinq fois champion de Belgique : du 200 mètres nage libre en 1914 (2 min 33 s) et 1919 (2 min 51 s 4) ; du 400 mètres nage libre en 1914 (5 min 59 s), en 1919 (5 min 53 s 2) et 1920 (6 min 2 s 1).